# Chiloglanis benuensis
Chiloglanis benuensis és una espècie de peix de la família dels mochòkids i de l'ordre dels siluriformes.
Els mascles poden assolir els 3,8 cm de llargària total.
Es troba a Àfrica: conca del riu Níger, Camerun i Nigèria.
La seua principal amenaça és la construcció de preses, ja que destrueix els ràpids on viu.